# Ghost of Zorro
Ghost of Zorro (bra O Fantasma do Zorro) é um seriado estadunidense de 1949, gênero aventura e faroeste, dirigido por Fred C. Brannon, em 12 capítulos, estrelado por Clayton Moore, Pamela Blake e Roy Barcroft. Foi produzido e distribuído pela Republic Pictures, e veiculou nos cinemas estadunidenses a partir de 24 de março de 1949.[carece de fontes?]
Foi o 50º dos 66 seriados produzidos pela Republic, e apresentava o personagem Zorro como um descendente do Zorro original. O seriado reutilizou várias cenas de arquivo de seriados anteriores, tais como Son of Zorro e Daredevils of the West.[carece de fontes?]

## Sinopse
É o ano de 1865 e o telégrafo está chegando ao oeste estadunidense. George Crane, querendo manter a lei e a ordem fora do seu território, tenta parar a construção. Um dos principais engenheiros no trabalho é Ken Mason, neto do Zorro original. Como Crane contrata seus homens para parar o trabalho, Mason transforma-se no lendário papel originado de seu antepassado.[carece de fontes?]

## Elenco
- Clayton Moore … Ken Mason/Zorro
- Pamela Blake … Rita White
- Roy Barcroft … Hank Kilgore
- George J. Lewis … Moccasin
- Eugene Roth … George Crane

## Produção
Ghost of Zorro foi orçado em $165,086, porém seu custo final foi $164,895. Foi filmado entre 11 de janeiro e 2 de fevereiro de 1949, e foi a produção nº 1702.

### Personagem Zorro
O personagem Zorro foi adaptado pela primeira vez pelo estúdio em 1936, em The Bold Caballero, estrelado pelo ator Robert Livingston.
A Republic Pictures lançou vários seriados inspirados no Zorro: Zorro Rides Again, em 1937; Zorro's Fighting Legion, em 1939; Son of Zorro, em 1947; e Ghost of Zorro, em 1949. O seriado Daughter of Don Q apresenta a filha de Don Quantero, um herói parecido com Zorro, o título do seriado é uma referência ao filme Don Q, Son of Zorro de 1925, estrelado por Douglas Fairbanks. O filme é uma sequência de The Mark of Zorro, de 1920, e é levemente baseado no romance de 1909, Don Q.'s Love Story, escrito por Hesketh Hesketh-Prichard e sua mãe, Kate O'Brien Ryall Prichard. O personagem do livro, Don Quebranta Huesos era uma espécie de Robin Hood espanhol, e Fairbanks interpreta Cesar, o filho de Don Diego Vega, personagem que ele mesmo interpretou no filme de 1920. O seriado Zorro's Black Whip, de 1944, foi estrelado por uma mulher, a The Black Whip interpretada por Linda Stirling e, apesar de levar o nome de Zorro no título, o personagem Zorro não aparece em nenhum momento no seriado e nem ao menos é citado.Os seriados Don Daredevil Rides Again, de 1951, e Man with the Steel Whip, de 1954, utilizaram cenas de arquivo relativas ao herói mascarado.
O ator Clayton Moore também ficaria conhecido por interpretar o Lone Ranger em uma série de TV de 1949 a 1957; coincidentemente, Lone Ranger também ficou conhecido no Brasil como Zorro, atualmente é chamado de "O Cavaleiro Solitário".

## Lançamento
O lançamento oficial de Ghost of Zorro é datado de 24 de março de 1949, porém essa é a data da disponibilização do 6º capítulo.
Uma versão editada como um filme de 69 minutos foi lançado em 30 de junho de 1959, sob o mesmo título. Foi um dos catorze filmes que a Republic editou a partir de seus seriados.

## Capítulos
1. Bandit Territory (20min)
2. Forged Orders (13min 20s)
3. Robber's Agent (13min 20s)
4. Victims of Vengeance (13min 20s)
5. Gun Trap (13min 20s)
6. Deadline at Midnight (13min 20s)
7. Tower of Disaster (13min 20s)
8. Mob Justice (13min 20s)
9. Money Lure (13min 20s)
10. Message of Death (13min 20s)
11. Runaway Stagecoach (13min 20s)
12. Trail of Blood (13min 20s)

Fonte: